# Anders Kallur
Hans Anders Kallur, född 6 juli 1952 i Ludvika, Kopparbergs län, är en svensk före detta professionell ishockeyspelare som spelade som högerforward. Han spelade sex säsonger i NHL för New York Islanders och vann Stanley Cup 1980, 1981, 1982 och 1983. Tillsammans med Stefan Persson var han förste spelare från Europa att vinna Stanley Cup. Som fyrfaldig Stanley Cup-mästare, är han en av de svenskar som har vunnit Stanley Cup flest antal gånger.
Kallur spelade 47 landskamper för Tre Kronor, inkluderat en internationell turnering, då han deltog i Canada Cup 1981. Han fick Guldpucken 1979.
Kallur, som är bosatt i Vikarbyn, är far till Jenny och Susanna Kallur och var manager till dem i deras respektive friidrottskarriärer. 

## Statistik

### Klubbkarriär
| 1970–71    | Falu IF               | Div. 2     | 18  | 6   | —   | 6   | —   | —  | —  | —  | —  | —  |
| 1971–72    | Falu IF               | Div. 2     | 18  | 15  | —   | 15  | —   | —  | —  | —  | —  | —  |
| 1972–73    | IF Tunabro            | Div. 1     | 20  | 6   | 4   | 10  | 4   | –  | –  | –  | –  | –  |
| 1973–74    | IF Tunabro            | Div. 1     | 27  | 13  | 10  | 23  | 26  | –  | –  | –  | –  | –  |
| 1974–75    | Modo Hockey           | Div. 1     | 28  | 30  | 16  | 46  | 26  | —  | —  | —  | —  | —  |
| 1975–76    | Modo Hockey           | Elitserien | 36  | 11  | 16  | 27  | 33  | —  | —  | —  | —  | —  |
| 1976–77    | Södertälje SK         | Elitserien | 31  | 14  | 9   | 23  | 28  | —  | —  | —  | —  | —  |
| 1977–78    | Södertälje SK         | Elitserien | 30  | 5   | 7   | 12  | 10  | —  | —  | —  | —  | —  |
| 1978–79    | Djurgårdens IF        | Elitserien | 36  | 25  | 21  | 46  | 32  | 4  | 3  | 3  | 6  | 2  |
| 1979–80    | Indianapolis Checkers | CHL        | 2   | 0   | 2   | 2   | 0   | —  | —  | —  | —  | —  |
| 1979–80    | New York Islanders    | NHL        | 76  | 22  | 30  | 52  | 16  | —  | —  | —  | —  | —  |
| 1980–81    | New York Islanders    | NHL        | 78  | 36  | 28  | 64  | 32  | 12 | 4  | 3  | 7  | 10 |
| 1981–82    | New York Islanders    | NHL        | 58  | 18  | 22  | 40  | 18  | 19 | 1  | 6  | 7  | 8  |
| 1982–83    | New York Islanders    | NHL        | 55  | 6   | 8   | 14  | 33  | 20 | 3  | 12 | 15 | 12 |
| 1983–84    | New York Islanders    | NHL        | 54  | 9   | 14  | 23  | 24  | 17 | 2  | 2  | 4  | 2  |
| 1984–85    | New York Islanders    | NHL        | 51  | 10  | 8   | 18  | 26  | 10 | 2  | 0  | 2  | 0  |
| NHL totalt | NHL totalt            | NHL totalt | 372 | 101 | 110 | 211 | 149 | 78 | 12 | 23 | 35 | 32 |

### Internationellt
| År     | Lag     | Turnering |   | Matcher | Mål | Assist | Poäng | Utv |
| ------ | ------- | --------- | - | ------- | --- | ------ | ----- | --- |
| 1981   | Sverige | CC        | 5 | 3       | 1   | 4      | 0     |     |
| Totalt | Totalt  | Totalt    | 5 | 3       | 1   | 4      | 0     |     |